# أخبرتك بذلك (فلم)
أخبرتك بذلك (بالإنجليزية: I Told You So) هو فيلم غاني صدر عام 1970. يُصوّر الفيلم الغانيين وطريقة حياتهم بأسلوب ساخر، كما أنه يُعطي نظرة ثاقبة على حياة سيدة شابة لم تأخذ نصيحة والدها عندما كانت على وشك الزواج من رجل لم تكن تعرف عنه شيئًا بل أخذت بنصيحة والدتها وعمها بسبب الثروة والسلطة التي يتمتع بها الرجل المتقدم بها.
اكتشفت الشابة فيما بعد أن الرجل الذي من المفترض أن تتزوجه كان لصًا، فتستاء مما حصل ككل ثمّ يسألها والدها عمّا حدث فتُجيب بالقول أنَّ الذي كان من المفترض أن تتزوجه هو لص مسلح، ثمّ ينتهي والدها بقول «أخبرتك بذلك» الذي هو عنوان الفيلم.

## طاقم التمثيل
هذه قائمةٌ بأبرز الممثلين والممثلات الذين شاركوا في تصوير الفيلم:
- بوبي كول
- مارجريت كوينو
- كويكو كرانكسون